# Frank Shields
Francis "Frank" Xavier Shields, Jr, född 18 november 1909, New York, New York, USA, död 19 augusti 1975 var en amerikansk högerhänt tennisspelare. Shields rankades vid flera tillfällen bland USA:s 10 bästa spelare perioden 1928–1945 och nådde som bäst förstaplatsen 1933. Han var farfar till skådespelerskan Brooke Shields.
Frank Shields upptogs 1964 i International Tennis Hall of Fame.

## Tenniskarriären
Shields är känd som den ende tennisspelaren någonsin som förlorat en singelfinal i Wimbledonmästerskapen utan att sätta sin fot på banan. Han lämnade i 1931 års turnering walk-over till sin finalmotståndare Sidney Wood på grund av en lindrig ankelskada som han ådrog sig i semifinalmatchen mot Jean Borotra, där han besegrade fransmannen med 7-5, 3-6, 6-4, 6-4.
Säsongen innan spelade Shields sin första singelfinal i en Grand Slam-turnering. Han nådde det året som elfte-seedad finalen i Amerikanska mästerskapen där han mötte John Doeg. Han förlorade den mycket jämna matchen med 8-10, 6-1, 4-6, 14-16. Shields spelade ytterligare två GS-finaler men förlorade båda (dubbel i amerikanska mästerskapen 1933 och mixed dubbel i samma mästerskap 1930).

### Davis Cup-spelaren
Frank Shields deltog i det amerikanska Davis Cup-laget 1931–1932 och 1934. Han spelade totalt 25 matcher av vilka han vann 19. I en senare intervju med Sidney Wood antyds möjligheten, dock obekräftad, att Shields tvingades avstå från finalspelet i 1931 års Wimbledon genom den amerikanske Davis Cup-kaptenen Sam Hardy, eftersom Shields och Wood två veckor senare skulle spela DC-interzonfinal mot ett brittiskt lag. Amerikanerna förlorade denna med 3-2, varvid Wood besegrades i sina båda singelmatcher av Fred Perry och Henry Austin, medan Shields besegrade Perry.